# Florian Chauche
Florian Chauche, né le 22 janvier 1984 à Belfort (Territoire de Belfort), est un homme politique français.

## Biographie
Candidat aux élections législatives de 2022 dans la 2e circonscription du Territoire de Belfort, il affronte notamment Sophie Carnicer, candidate du Rassemblement national connue pour « s'être ridiculisée » lors d'un débat télévisé, au second tour,. Élu de justesse face à cette dernière, il était alors le seul député de gauche originaire de Franche-Comté de la XVIe législature,.
En 2024, soit 2 ans seulement après son élection, il est battu au second tour par son concurrent Guillaume Bigot du Rassemblement national à quelques centaines de voix près.
Durant cette campagne, il est notamment visé par une plainte pour « diffamation et injure publique » après avoir qualifié son opposant de raciste dans un de ses tracts.

## Résultats électoraux

### Élections législatives
| Année | Parti | Parti | Circonscription             | 1er tour | 1er tour | 1er tour | 2d tour | 2d tour | 2d tour | Issue |
| Année | Parti | Parti | Circonscription             | Voix     | %        | Rang     | Voix    | %       | Rang    | Issue |
| ----- | ----- | ----- | --------------------------- | -------- | -------- | -------- | ------- | ------- | ------- | ----- |
| 2022  |       | LFI   | 2e du Territoire de Belfort | 5 943    | 26,42    | 1er      | 9 476   | 51,37   | 1er     | Élu   |
| 2024  | 8 799 | LFI   | 2e du Territoire de Belfort | 28,02    | 2e       | 14 209   | 49,41   | 2d      | Battu   |       |